# Rajouri
Rajouri (o Rajauri) è una città dell'India di 20.874 abitanti, capoluogo del distretto di Rajouri, nel territorio del Jammu e Kashmir. In base al numero di abitanti la città rientra nella classe III (da 20.000 a 49.999 persone).

## Geografia fisica
La città è situata a 33° 22' 60 N e 74° 17' 60 E e ha un'altitudine di 914 m s.l.m..

## Società

### Evoluzione demografica
Al censimento del 2001 la popolazione di Rajouri assommava a 20.874 persone, delle quali 12.125 maschi e 8.749 femmine. I bambini di età inferiore o uguale ai sei anni assommavano a 2.547, dei quali 1.357 maschi e 1.190 femmine. Infine, coloro che erano in grado di saper almeno leggere e scrivere erano 16.065, dei quali 10.073 maschi e 5.992 femmine.